# Service de régulation de naissances
 (décembre 2021).
Seréna, ou Service de régulation de naissances, est un organisme de planification de naissance canadien à but non lucratif, fondé par Rita Henry-Breault et Gilles Breault en 1955 dans la paroisse Sainte-Françoise de Lachine. S'inscrivant dans le mouvement de la révolution sexuelle au Québec, l’associa promeut la philosophie du personnalisme, le développement conjugal et l’éducation communautaire. Il est d'ailleurs considéré comme un pionnier dans la recherche des méthodes naturelles de régulation des naissances en se spécialisant sur la méthode symptothermique.

## Contexte historique et social

### Portrait démographique québécois
La situation ethnolinguistique unique du Québec conditionne son rythme de transition démographique aux XIXe et XXe siècles et l’éloigne de celle observée dans le reste du Canada et de l’Occident. 
Peu de pays, vers la fin du XIXe siècle, conservent un taux de fécondité aussi élevé que celui du Québec, les Pays-Bas étant les seuls à suivre la tendance tardive en 1891. Le cas particulier du Québecdu Québec, dans son appartenance religieuse entre autres, s’oppose au phénomène de transition démographique général enclenché depuis 1861 dans les pays industrialisés. En effet, l’Ontario, qui se trouve en tête de file dans le déclin de la fécondité chez les couples mariés au Canada à cette époque ; et la Colombie-Britannique, toutes deux des provinces à majorité anglophones, détiennent un indice de fécondité bien inférieur à celui du Québec, et ce, jusqu’en 1971. De même qu’au sein des différentes régions de la province, les populations observent des tendances démographiques divergentes associées au phénomène de l’urbanisation. En moyenne, les femmes vivant dans les zones rurales ont plus d’enfants que celles demeurant dans les zones urbaines, soit environ 8,53 pour 5,47 . Le nombre de mariages renforce aussi le taux de naissances au Québec. En fait, l'augmentation du taux de nuptialité compense la baisse du nombre de familles nombreuses, où la multiplicité des couples et leur fécondité augmentent la natalité  .   
Malgré une transition de la fécondité quelque peu lente dans la province, l'indice de fécondité général montre une tendance à la baisse dès le début de la Révolution tranquille. Conséquence d'une conjugaison de facteurs sociaux, culturels et technologiques dont l'accessibilité à la contraception, le Québec est témoin d'une chute de près de 47% de ses naissances, pourcentage qui a plus que doublé depuis la fin de la Première Guerre mondiale.   

### Portrait religieux
En 1930, le Vatican émet l'encyclique Casti connubii qui condamne toutes les formes de contraception sur lequel il appose le sceau du malum in se. Toutefois, l'application de ces consignes varie selon les diocèses, les ecclésiastiques et le temps. En effet, l'Église catholique au Canada est prise dans un dilemme de respecter les directives sacrées et promouvoir l'institution de la famille tout en épaulant les couples. Ce problème devient plus éminent avec l'émergence de la contraception orale qui apparaît comme une technique plus efficace que la méthode Ogino-Knauss, mais qui est controversée au sein de la communauté religieuse. En réponse, le pape Paul VI décide en 1968, à la suite du Concile Vatican II, de poursuivre l'interdiction morale et de l'inscrire dans son Humanae vitae. Ce jugement entraîne un déclin chez les fidèles qui remettent en question leur foi. 
Également, le clergé québécois est pris dans un second dilemme entre son devoir d'assistance et les institutions juridiques. L'accès à la contraception pourrait profiter aux familles dans le besoin. En 1969, le problème s'éclaircit à la suite de l'adoption du Bill omnibus.  
La période de l'Après-guerre renforce alors le populationnisme promu par les ecclésiastiques. La diffusion de méthodes de limitation de naissance, plus sûres et accessibles, force les autorités religieuses québécoises, par le biais du Service de préparation au mariage (Jeunesse ouvrière catholique) à encadrer davantage l'union des individus à travers un Cours de préparation au mariage publié en 1944. Parmi les interdits qui y figurent, la régulation des naissances est vivement déconseillée, mais est aussi tolérée sous certaines conditions. L'Église catholique québécoise se trouve alors en accord avec l'abstinence sexuelle des époux qu'obligent les méthodes Ogino-Knauss (calendrier) ou symptothermique. La coopération occasionnée par l'utilisation de ces méthodes ne remet pas en question le but des mariages qui doit être la procréation. 
De plus, cette période est marquée par le début d'une ingérence étatique dans les services sociaux auxquels l'Église catholique administre depuis des années. La situation suscite une grande méfiance dans le clergé qui craint la bureaucratisation qui viendrait à l'encontre des valeurs ainsi qu'aux pratiques chrétiennes véhiculées. D'ailleurs, avec la tendance personnaliste, cette intervention perturbe l'approche humaine et l'autonomie détenue par l'Église. Également, celle-ci appréhende les nouvelles méthodes issues de la science, dont la stérilisation, qui met en péril leur travail dans le domaine des soins.  

### Portrait juridique
En 1869, le Canada criminalise l'avortement et prohibe en 1892, dans le Code criminel, la vente et la diffusion d'information sur la contraception. 
Ce n'est qu'en 1969, avec l'adoption de Bill Omnibus, que le gouvernement fédéral décriminalise complètement la contraception et l'avortement sous certaines conditions. Celui-ci devient libre qu'en 1988 après procès du Dr Henry Morgentaler et l'affaire de Chantal Daigle.   
Avant ces dates, les organismes qui offraient des services de régulation travaillaient dans l'illégalité et sous le nom de «cliniques de planning».  

## L'organisme

### Objectifs
Seréna, en proposant une alternative aux méthodes contraceptives médicales, vise l'atteinte des quatre buts suivants :
- « Faire connaître aux couples les lois de la reproduction humaine afin de leur permettre de mieux connaître leur fécondité et de la prendre en charge. »
- « Diffuser les connaissances nécessaires à l'épanouissement de l'amour conjugal et au développement harmonieux de la cellule familiale. »
- « Contribuer à la recherche et à l'éducation du public en matière de vie familiale. »
- « Valoriser la vie humaine dès sa conception. »[12]

### Historique
Créée par la Ligue ouvrière catholique (LOC) en 1955, dont le couple Rita Henry-Breault et Gilles Breault fait partie, Seréna est fondée dans le but d'accompagner les couples dans la planification des naissances et les guider dans les préceptes catholiques. Bien qu'il soit lié à l'Église, ce service est une des premières organisations de ce type géré par des laïcs. 
Mariés depuis 1947, les Breault ont décidé, après avoir accouché quatre enfants, d'avoir recours à une technique de régulation de naissance adaptée à leur situation et leurs croyances.  Très peu connue au Québec, la méthode symptothermique leur est parvenue par le biais d'une revue pastorale belge. S'avérant être un succès, le couple décide d'en vanter les mérites à ceux qui se trouvent dans une impasse similaire. Le couple Breault est donc approché par le vicaire de la paroisse Sainte-Françoise de Lachine, Georges Matte, qui leur confie la mission, d'une part, d'assurer des séances au sein du Service d'orientation des foyers (SOF) et de l'autre, de recevoir des couples chez eux afin de leur apprendre les principes de la méthode symptothermique et d'en faire le suivi. Seréna s'inscrit alors dans une époque où l'action des femmes au Québec est intimement liée aux organisations chrétiennes comme la Jeunesse indépendante catholique (JIC) ou la Ligue ouvrière catholique.      
L'association croît grâce aux couples satisfaits et convaincus de la méthode symptothermique et qui deviennent eux-mêmes moniteurs. C'est principalement à cause de la Revue Populaire que les enseignements des Breault sortent de l'ombre 1962. Dans la même année, on adopte le nom de Seréna, pour Service de Régulation des Naissances. Seréna représente ainsi une des premières associations à offrir ses services publiquement en ignorant les cadres légaux inscrits dans le Code criminel. Après la publication de l'Humanae vitae, Seréna se distancie légèrement du clergé pour garder une certaine autonomie. Cette action n'efface cependant pas le concept de dignité chrétienne et du personnalisme au sein de l'organisation, toujours présents dans son approche.    
Entre 1955 et 1970, 32 346 couples ont recours à Seréna, dont la majorité provient des classes moyennes et populaires. La méthode symptothermique préconisée par l'association revêt des avantages non négligeables quant à leurs conditions socioéconomiques. À défaut d'être une organisation familière yeux de la population, elle représente une alternative aux préservatifs, liés à la prostitution, et au retrait et à la méthode Ogino-Knauss, peu efficaces. En plus d'être accessible et peu dispendieuse, la compatibilité religieuse de la méthode et des idées de Seréna encourage davantage les couples à l'utiliser dans l'objectif d'accorder leurs relations conjugales à leurs idéaux catholiques.    
Les services de Seréna reposent leur formation, dès leur création par les Breault, sur la confiance établie entre les couples-moniteurs et les couples. À partir des années 1960, Seréna amorce une adaptation de son enseignement, notamment à cause des demandes qu'il déclenche. En jumelant une éducation basée sur les démonstrations techniques et le suivi relationnel, l'organisme entreprend à la fois un apprentissage en groupe et des révisions individuelles à travers la correspondance et les échanges téléphoniques. En 1963, le gynécologue Roland Simard, exerçant à l'Hôpital Notre-Dame et enseignant à l'Université de Montréal, propose son assistance en libérant une salle spéciale de l'Hôpital Notre-Dame. L'auditorium Rousselot, pendant dix ans, a été utilisé par Seréna qui recevait plus de 100 couples par mois. Dans les années 1980, le service a d'ailleurs fait l'objet d'un sondage par des étudiants du Programme de techniques de travail social de l'Université de Montréal, qui recommande sa méthodologie.     

### Croissance
Dès les années 1960, Seréna participe à l'implantation de points de services France, grâce à l'intervention du jésuite Stanislas de Lestapis et du couple de Charles et Élizabeth Rendu, qui, en 1961, constituent le Centre de liaison des équipes de recherches (CLER). Seréna finance, avec l'Agence canadienne de développement international, le projet Cali en Colombie dans le but d'instaurer des programmes de planification familiale dans des régions démunies. C'est le couple président Yolande et Roland Provencher qui sont envoyés sur place.  
En développant son réseau d'enseignement, qui en 1966 regroupe des équipes dans 69 villes québécoises, ontariennes et néo-brunswickoises, l'organisation s'établit en tant que Seréna Inc. en 1969 puis Seréna Canada et Seréna Québec en 1974. L'association élabore, à travers son Centre de liaison des équipes Seréna (CLES) formé en 1965, un mémoire à l'intention du ministre de la Famille et du Bien-être social du Québec afin d'obtenir des subventions. La première subvention provinciale est offerte en 1968. Malgré un sous-financement des procédés de régulation de naissances naturels, Seréna Canada acquiert entre 1972 et 1998 près de deux millions de dollars de la part du gouvernement fédéral. Après cette date, le soutien financier diminue considérablement au profit des méthodes de contraception médicales, d'où la création de la Fondation Rita Henry-Breault et Gilles Breault en 1988. 
Grâce à l'enseignement des Breault, Jacques Baillargeon et Hélène Pelletier-Baillargeon écrivent le livre La régulation des naissances. Précis de la méthode sympto-thermique en 1963 et qui est vendu à 65 000 exemplaires en 1969. En 1972, la docteure Suzanne Parenteau-Carreau, qui appuie Seréna depuis le début des années 1960, produit une brochure intitulée Faire l'amour, faire un enfant? Fécondité et régulation des naissances. La publication fait l'objet de rééditions en 1975, 1982, 1989. Elle est également traduite en plusieurs langues dont l'espagnol et le portugais et compte près de 1 500 000 exemplaires vendus. On note aussi la publication d'un ouvrage portant le nom du Précis de la méthode sympto-thermique, rédigé par Seréna et écrit par Frances Jazrawy et la docteure Marielle Lapointe en 1975. 
Intervenante des congrès de la Fédération internationale d'action familiale (FIDAF), fondée en 1974, Seréna s'inscrit de même dans une expérimentation multinationale mise sur pied par l'Organisation mondiale de la santé dans le cadre d'une recherche sur les méthodes naturelles de régulation des naissances. Seréna voit ainsi le développement d'une expertise grâce à la collecte d'informations réalisée depuis sa formation. L'efficacité de la méthode symptothermique promue par l'organisation repose ses résultats sur pas moins de 21 800 cycles menstruels prélevés chez près d'un millier de couples. Le rassemblement de données aussi important permet aux chercheurs un accès au dépistage de divers phénomènes liés au corps des femmes, dont la préménopause et les effets de certains médicaments. Cette expertise s'étend à l'évaluation de l'infertilité lors des périodes d'allaitement. Avec l'association d'organisme anglais et australien, les études montrent l'avantage de la méthode de l'allaitement maternel et de l'aménorrhée. 

#### Rôle des formateurs
Bien qu'ils soient des bénévoles, le rôle des formateurs a évolué et s'est concrétisé jusqu'à aujourd'hui :
- « Faire connaître les principes de la reproduction humaine afin de permettre aux personnes de mieux connaître leur fertilité propre et de la prendre en charge. »
- « Diffuser les connaissances nécessaires à la prise en charge de la fertilité, ce qui peut favoriser l’épanouissement et le dialogue dans le couple, ainsi que le développement harmonieux de la cellule familiale. »
- « Contribuer à la recherche et à l’éducation du public en matière de fertilité. »
- « Valoriser la connaissance de soi, la santé naturelle, l’autonomie des personnes en matière de fertilité. »
- « Valoriser la conception de la vie humaine à l’aide d’une régulation des naissances qui respecte les principes naturels de la fertilité humaine. »
- « Accueillir à ses enseignements toute personne intéressée par les objectifs principaux de Seréna Québec, et ce, de manière neutre, sans jugement, et sans égards à ses valeurs, ses opinions ou ses orientations. »[25]

### Philosophie amour
Seréna s'est formé à une époque où l'action des femmes est intiment liée aux organisations chrétiennes comme la Jeunesse indépendante catholique (JIC) ou la Ligue ouvrière catholique (LOC). L'influence de l'organisme dans le champ des méthodes de planification de naissances naturelles soulève l'intervention de plusieurs féministes québécoises dès les années 1960. Les interpositions sur les questions de la sexualité, la contraception et le développement des individus incluent Seréna dans un courant féministe. Il s'agit d'un précurseur dans le domaine qui permet aussi l'émergence d'autres associations comme le Centre de planification familiale du Québec en 1967 qui se distancie nettement de l'Église et qui milite pour la légalisation de la contraception.      
Les enseignements de Seréna sont axés sur l'amour et l'épanouissement du couple. La méthode symptothermique, qui demande une continence périodique, est apprise comme une technique sollicitant la présence d'une tendresse mutuelle, et ce, dans le but de renforcer les liens entre les époux. Celle-ci représente à la fois la victoire de l'idéal amoureux sur le désir, la reconnaissance du corps de la femme et de ses mécanismes naturels ainsi qu'une alternative naturelle à la domination médicale sur la régulation des naissances. L'organisation promeut la tendance personnaliste qui s'oppose aux recours de la contraception chimique et l'avortement. Celle-ci soutient fermement les possibilités naturelles offertes aux couples et donc son autonomie. Ils sont méfiants des contraceptifs chimiques ainsi qu'aux professionnels qui les prescrivent ce qui les pousse à conserver une approche bénévole et à nier les stratégies publicitaires. Toutefois, cet attachement affecte sa popularité qui se voit dépasser par l'arrivée des CLSC dans les années 1970.      
Les sessions sont conçues pour rencontrer la femme ainsi que son conjoint, dans un but d'entraide mutuelle et éviter d'incomber toute la responsabilité à l'un des partenaires. Cela leur permet également de redéfinir leur rôle au sein de leur couple, de les rapprocher dans ce processus et d'humaniser l'amour. Les enseignements transforment l'idée de la continence en un concept plus positif et compatible avec la sexualité de l'homme.                                                    

#### Ouvrages
- Denyse Baillargeon, Brève histoire des femmes au Québec, Montréal, Boréal, 2012, 290 p.
- Collette Carisse, Planification des naissances en milieu canadien-français, Montréal, Les presses universitaires de Montréal, 1964, 227 p.
- Collectif Clio, L'histoire des femmes au Québec depuis quatre siècles, Montréal, Le Jour, 1992, 646 p.
- Micheline Dumont, Le féminisme québécois raconté à Camille, Montréal, Les éditions du remue-ménage, 2008, 247 p.
- Danielle Gauvreau, Diane Gervais et Peter Gossage, La fécondité des Québécoises 1870-1970 : d'une exception à l'autre, Montréal, Éditions du Boréal, 2007, 346 p.
- Diane Gervais, Seréna. La fécondité apprivoisée 1955-2005, Montréal, Seréna Québec, 2005, 107 p.

#### Articles
- Mary F. Bishop, « Histoire de la régulation des naissances au Canada », sur L'Encyclopédie canadienne, 1er février 2021.
- Marie-Pier Dion, « Une stratégie tranquille : Serge Mongeau et le Centre de planification familiale du Québec dans la société québécoise, 1965-1972 », Revue d'histoire de l'Amérique française, 2001, p. 497-520.
- Danielle Gauvreau, « La transition de la fécondité au Québec : un exemple de transgression de la morale catholique? », Études d'histoire religieuse, 2004, p. 7-22
- Diane Gervais, « Morale catholique et détresse conjugale au Québec. La réponse du service de régulation des naissances Seréna », Revue d'histoire de l'Amérique française, 2010, p. 185-215.
- Geneviève McCready et Marie-Claude Thifault, « Travailler auprès des familles indigentes : les gardes-malades catholiques à l'avant-garde de la santé communautaire au Canada (1934-1959) », CBMH/BCHM, 2020, p. 7-18.

### Source primaire
- Seréna Québec, Statuts et règlements de Seréna Québec, Montréal, Seréna Québec, 2020, 20 p.